# Comuna Hereclean, Sălaj
Hereclean este o comună în județul Sălaj, Transilvania, România, formată din satele Badon, Bocșița, Dioșod, Guruslău, Hereclean (reședința) și Panic.
Atestare documentară: 1415 Harakyan 
Așezare geografică: este așezată în centrul județului, la 10 Km de Zalău.

## Demografie
Componența etnică a comunei Hereclean
     Maghiari (49,86%)
     Români (43,59%)
     Romi (1,83%)
     Alte etnii (0%)
     Necunoscută (4,72%)
Componența confesională a comunei Hereclean
     Reformați (47,04%)
     Ortodocși (40,73%)
     Baptiști (2,36%)
     Penticostali (1,57%)
     Alte religii (3,2%)
     Necunoscută (5,1%)
Conform recensământului efectuat în 2021, populația comunei Hereclean se ridică la 3.941 de locuitori, în creștere față de recensământul anterior din 2011, când fuseseră înregistrați 3.575 de locuitori. Cei mai mulți locuitori sunt maghiari (49,86%), cu minorități de români (43,59%) și romi (1,83%), iar pentru 4,72% nu se cunoaște apartenența etnică. Din punct de vedere confesional, cei mai mulți locuitori sunt reformați (47,04%), cu minorități de ortodocși (40,73%), baptiști (2,36%) și penticostali (1,57%), iar pentru 5,1% nu se cunoaște apartenența confesională.

## Politică și administrație
Comuna Hereclean este administrată de un primar și un consiliu local compus din 13 consilieri. Primarul, Francisc Dobrai[*], de la Uniunea Democrată Maghiară din România, este în funcție din 2008. Începând cu alegerile locale din 2024, consiliul local are următoarea componență pe partide politice:
|  | Partid                                 | Consilieri | Componența Consiliului | Componența Consiliului | Componența Consiliului | Componența Consiliului | Componența Consiliului | Componența Consiliului | Componența Consiliului | Componența Consiliului | Componența Consiliului |
|  | -------------------------------------- | ---------- | ---------------------- | ---------------------- | ---------------------- | ---------------------- | ---------------------- | ---------------------- | ---------------------- | ---------------------- | ---------------------- |
|  | Uniunea Democrată Maghiară din România | 9          |                        |                        |                        |                        |                        |                        |                        |                        |                        |
|  | Partidul Social Democrat               | 2          |                        |                        |                        |                        |                        |                        |                        |                        |                        |
|  | Partidul Național Liberal              | 2          |                        |                        |                        |                        |                        |                        |                        |                        |                        |

## Atracții turistice
- Biserica de lemn din satul Bocșița, construcție 1625, monument istoric
- Monumentul de la Guruslău
- Situl arheologic de la Panic
- Necropola romană de la Badon
- Așezarea romană de la Guruslău
- Așezarea neolitică de la Panic
- Așezarea neolitică de la Guruslău
- Conacul Sebeș de la Panic, construcție 1834, monument istoric
- Rezervația naturală Stejărișul de la Panic (2 ha.)
- Rezervația naturală Stejărișul de baltă de la Panic (1,70 ha.)